# Singidúnum
Singidúnum (en grec antic Σιγγί(ν)δουνον, o Σιγίνδουνον) va ser una ciutat celta a la Mèsia Superior, allà on el Savus s'uneix al Danubi, a l'altre costat de la ciutat de Taurunum a Pannònia. Va ser una fortalesa seu de la Legió IV Flavia Felix.
Va estar habitada, primer pels escordiscs al segle iii aC, i després la van fortificar i romanitzar els antics romans. Avui dia és coneguda com a Belgrad (Beograd), la capital de la República de Sèrbia, i és una de les ciutats més antigues d'Europa. Segons la llegenda s'ha reconstruït de les seves cendres 38 vegades.